# أوبثكية ملتبسة
أوبثكية ملتبسة (الاسم العلمي: Eupithecia indistincta) هي نوع من الحشرات تتبع جنس الأوبثكية من الفصيلة الأرفية.